# Vasyl Slipak
Vasyl Yaroslavovych Slipak (em ucraniano:  Василь Ярославович Сліпак, 20 de dezembro de 1974 - 29 de junho de 2016) foi um cantor de ópera barítono ucraniano. A partir de 1994 actuou frequentemente em França em locais como a Ópera de Paris e a Ópera da Bastilha. Pela sua performance de ópera Slipak recebeu vários prémios, incluindo "Melhor Performance Masculina" pela Canção Toreador. Voluntário do exército ucraniano, Slipak foi morto durante a guerra civil em Donbass por um franco-atirador russo perto da vila de Luhanske, na região de Bakhmut. Além da ópera, ele recebeu postumamente o título de Herói da Ucrânia pelo seu trabalho como soldado voluntário.